# Liste des interstates au Nevada
Les Interstates au Nevada font partie du réseau des autoroutes inter-états et sont entretenues par le Nevada Department of Transportation (ADOT). L'État compte trois autoroutes principales et trois auxiliaires. 

## Autoroutes principales
| Numéro | Longueur (mi) | Longueur (km) | Terminus sud / ouest                                     | Terminus nord / est                                | Créée | Notes                                              |
| ------ | ------------- | ------------- | -------------------------------------------------------- | -------------------------------------------------- | ----- | -------------------------------------------------- |
| I-11   | 22,85         | 36,77         | I-11 / US 93 à la frontière de l'Arizona à Lake Mead NRA | I-215 / I-515 / US 93 / US 95 / SR 564 à Henderson | 2017  | Projet de prolongement jusqu'à l'I-80 près de Reno |
| I-15   | 123,75        | 199,15        | I-15 à la frontière de la Californie à Primm             | I-15 à la frontière avec le Nevada à Mesquite      | 1956  |                                                    |
| I-80   | 410,68        | 660,93        | I-80 à la frontière de la Californie à Verdi             | I-80 à la frontière de l'Utah à West Wendover      | 1956  |                                                    |
|        |               |               |                                                          |                                                    |       |                                                    |

## Autoroutes auxiliaires
| Numéro | Longueur (mi) | Longueur (km) | Terminus sud / ouest                              | Terminus nord / est              | Créée | Notes |
| ------ | ------------- | ------------- | ------------------------------------------------- | -------------------------------- | ----- | ----- |
| I-215  | 11,10         | 17,90         | I-11 / I-515 / US 93 / US 95 / SR 564 à Henderson | I-15 / CC 215 à Enterprise       | 1993  |       |
| I-515  | 14,44         | 23,25         | I-11 / I-215 / US 93 / US 95 / SR 564 à Henderson | I-15 / US 93 / US 95 à Henderson | 1976  |       |
| I-580  | 30,09         | 48,43         | US 50 / US 395 à Carson City                      | I-80 à Reno                      | 1978  |       |
|        |               |               |                                                   |                                  |       |       |